# Unzial 0136
Unzial 0136 (in der Nummerierung von Gregory-Aland, von Soden ε 91) und Unzial 0137 ist eine griechisch-arabische Unzialhandschrift des Neuen Testaments. Mittels Paläographie wurde sie auf das 8. Jahrhundert datiert. 
Die Handschrift enthält kleine Teile des Matthäusevangeliums 14,6–13; 25,9–16 und 25,41–26,1 auf drei Pergamentblättern (33 cm × 27 cm). Sie wurde in zwei Spalten pro Seite mit je 16 Zeilen in großen Unzialbuchstaben geschrieben.
Der Kodex stammt vom Sinai und befindet sich jetzt in der Russischen Nationalbibliothek (Gr. 281) in Sankt Petersburg. Das Manuskript 0136 war Teil desselben Kodex wie Unzial 0137. Sie wurden im 19. Jahrhundert getrennt und mit unterschiedlichen Nummern katalogisiert.
Unzial 0137 enthält den Text von Math. 13,46–52. Es ist eine griechisch-arabische Diglotte. Es wurde gefunden von Rendel Harris auf dem Sinai. 
Unzial 0137 befindet sich als Harris 9 im Katharinenkloster auf dem Sinai.
Der griechische Text der Handschrift repräsentiert den Byzantinischen Texttyp. Aland ordnete ihn in Kategorie V ein.